# Sara De Bondt
Sara De Bondt is een Belgisch grafisch ontwerper, docent, curator, onderzoeker en uitgever. 

## Loopbaan
Na haar studies als grafisch ontwerper in Gent trok ze naar Londen, waar ze werkte voor een grafisch bureau en les gaf aan Central Saint Martins en de Royal College of Art. Later keerde ze terug naar Gent, waar ze doceert aan het KASK - School of Arts Gent.

### Uitgeverij
In 2008 richtte De Bondt samen met haar echtgenoot Antony Hudek de uitgeverij Occasional Papers op, een non-profit uitgeverij van betaalbare kunstboeken gewijd aan de geschiedenissen van architectuur, kunst, design, film en literatuur, en is sindsdien co-uitgever van drie van haar boeken: The Master Builder: Talking with Ken Briggs, The Form of the Book Book en Graphic Design: History in the Writing (1983-2011).

### Off the Grid
In het kader van haar doctoraatsstudie aan KASK & Conservatorium (HOGENT – Howest), toonde ze van oktober 2019 tot februari 2020 de tentoonstelling Off the Grid in Design Museum Gent. In deze tentoonstelling onderzocht de grafisch ontwerper de beginselen van grafisch ontwerp in België in de jaren ’60 en ’70, een geschiedenis die tot op heden weinig aandacht heeft gekregen. De tentoonstelling presenteerde drukwerk, logo-objecten, boekobjecten en posters — velen nooit eerder tentoongesteld — van ontwerpers zoals Paul Ibou, Corneille Hannoset, Boudewijn Delaere, Sofie Alouf, Rob Buytaert, Herman Lampaert en Jeanine Behaeghel.